# Juan Carreño López
Juan Enrique Carreño López (San Fernando, 16 de noviembre de 1968), también conocido como «Candonga» Carreño, es un exfutbolista chileno. Formó durante su  carrera profesional de numerosos clubes chilenos y uno mexicano en dónde tuvo una carrera esporádica pero aun así se matriculó con 137 goles.

## Trayectoria

### Como jugador
Comenzó su carrera en Colo-Colo, sin hacer la formación de cadetes dada sus grandes condiciones. Luego de jugar a préstamo en el club albo de su ciudad natal Colchagua, donde destacó por su gran nivel, llegó al albo de Macul bajo las órdenes de Arturo Salah compartiendo camarín con destacados jugadores como Juan Carlos Peralta y Malcom Moyano. Lamentablemente su irresponsabilidad juvenil hizo que debiera partir a préstamo en reiteradas ocasiones, no volviendo definitivamente a las filas del Cacique.
Fue parte de varios equipos ideales del fútbol chileno, teniendo sus mejores campañas en Unión Española y Deportes Concepción. Con 5 goles fue el goleador del club hispano en la Copa Libertadores 1994, donde llegaron hasta cuartos de final.
En la cultura popular chilena, es recordado por protagonizar una agresión contra varios jugadores de Osorno, mientras vestía los colores de Huachipato, durante la disputa de un partido en septiembre de 1998. La imagen ha dado vuelta al mundo porque fue incluida en el programa de Videos Asombrosos del canal de cable People+Arts. Candonga mostró públicamente su arrepentimiento ante la prensa.
A lo largo de su carrera, tuvo dos casos de Dopaje: en 1991 por un medicamento recetado para combatir estados gripales y en 1999 por consumo de Cocaína.

### Como entrenador
Entre los años 2009 y 2011 fue director técnico de Colchagua, para posteriormente conducir hasta septiembre de 2012 el club General Velásquez de la Cuarta División del fútbol chileno.

## Selección Chilena
Fue delantero en la Selección de fútbol sub-20 de Chile durante la Copa Mundial de Fútbol Juvenil de 1987, en que Chile logró el 4º lugar.
Como parte de la selección adulta, Carreño convirtió uno de los goles de la clasificación a la Copa del Mundo de Francia 1998, en la última fecha jugada ante Bolivia en el Estadio Nacional de Chile, pero no fue considerado en la nómina final al mundial por el técnico Nelson Acosta, quien prefirió llevar al juvenil Manuel Neira.

### Participaciones en Copas del Mundo
| Mundial                | Sede  | Resultado    | Partidos | Goles |
| ---------------------- | ----- | ------------ | -------- | ----- |
| Mundial sub-20 de 1987 | Chile | Cuarto lugar | 2        | 0     |

### Participaciones en eliminatorias a la Copa del Mundo
| Eliminatoria                 | Sede    | Resultado   | Posición | Partidos | Goles |
| ---------------------------- | ------- | ----------- | -------- | -------- | ----- |
| Clasificatorias Francia 1998 | Francia | Clasificado | 4.º      | 2        | 1     |

### Partidos internacionales
| 1     | 8 de septiembre de 1993 | Estadio José Rico Pérez, Alicante, España              | España     | 2-0          | Chile     |         |  | Nelson Acosta | Amistoso                       |
| 2     | 18 de mayo de 1994      | Estadio Nacional, Santiago, Chile                      | Chile      | 3-3          | Argentina |         |  | Mirko Jozić   | Amistoso                       |
| 3     | 25 de agosto de 1996    | Estadio Edgardo Baltodano Briceño, Liberia, Costa Rica | Costa Rica | 1-1          | Chile     |         |  | Nelson Acosta | Amistoso                       |
| 4     | 12 de octubre de 1997   | Estadio Nacional, Santiago, Chile                      | Chile      | 4-0          | Perú      |         |  | Nelson Acosta | Clasificatorias a Francia 1998 |
| 5     | 16 de noviembre de 1997 | Estadio Nacional, Santiago, Chile                      | Chile      | 3-0          | Bolivia   | Anotado |  | Nelson Acosta | Clasificatorias a Francia 1998 |
| 6     | 31 de enero de 1998     | Estadio Hong Kong, So Kon Po, Hong Kong                | Irán       | 1-1 4-2 pen. | Chile     |         |  | Nelson Acosta | Carlsberg Cup 1998             |
| 7     | 7 de febrero de 1998    | Estadio Parque Olímpico, Melbourne, Australia          | Australia  | 0-1          | Chile     |         |  | Nelson Acosta | Amistoso                       |
| 8     | 11 de febrero de 1998   | Estadio de Wembley, Londres, Inglaterra                | Inglaterra | 0-2          | Chile     |         |  | Nelson Acosta | Amistoso                       |
| 9     | 29 de abril de 1998     | Estadio Nacional, Santiago, Chile                      | Chile      | 1-0          | Lituania  |         |  | Nelson Acosta | Amistoso                       |
| 10    | 19 de mayo de 1998      | Estadio Malvinas Argentinas, Mendoza, Argentina        | Argentina  | 1-0          | Chile     |         |  | Nelson Acosta | Amistoso                       |
| Total | Total                   | Total                                                  | Presencias | 10           | Goles     | 1       |  |               |                                |

| Selección chilena | Selección chilena | Selección chilena |
| Año               | Partidos          | Goles             |
| ----------------- | ----------------- | ----------------- |
| 1993              | 1                 | 0                 |
| 1994              | 1                 | 0                 |
| 1996              | 1                 | 0                 |
| 1997              | 2                 | 1                 |
| 1998              | 5                 | 0                 |
| Total             | 10                | 1                 |

## Clubes

### Como jugador
| Club                | País   | Año       |
| ------------------- | ------ | --------- |
| Deportes Linares    | Chile  | 1987      |
| Unión San Felipe    | Chile  | 1987      |
| Deportes Colchagua  | Chile  | 1988-1989 |
| Colo-Colo           | Chile  | 1989      |
| Ñublense            | Chile  | 1989-1990 |
| Naval               | Chile  | 1990-1991 |
| Cobresal            | Chile  | 1991      |
| Coquimbo Unido      | Chile  | 1992      |
| Everton             | Chile  | 1993      |
| Unión Española      | Chile  | 1993-1994 |
| Pumas de la UNAM    | México | 1994-1995 |
| Cobreloa            | Chile  | 1995      |
| Deportes Concepción | Chile  | 1996-1997 |
| Huachipato          | Chile  | 1998      |
| Deportes Iquique    | Chile  | 1999      |
| Everton             | Chile  | 1999      |
| Santiago Morning    | Chile  | 2000      |
| Deportes Concepción | Chile  | 2003      |

### Como entrenador
| Club              | País  | Año       |
| ----------------- | ----- | --------- |
| Colchagua         | Chile | 2009-2011 |
| General Velásquez | Chile | 2012      |
| General Velásquez | Chile | 2015      |

## Palmarés

### Campeonatos nacionales
| Título     | Club      | País  | Año  |
| ---------- | --------- | ----- | ---- |
| Copa Chile | Colo-Colo | Chile | 1990 |